# Định danh điện tử
Định danh điện tử là việc xác định danh tính một người mà không cần người đó phải xuất trình giấy tờ tùy thân, thông qua ứng dụng công nghệ để định danh họ trên môi trường điện tử. Thông thường có 2 hình thức định danh điện tử phổ biến là định danh bằng căn cước điện tử và định danh bằng ứng dụng trên thiết bị di động.
Tại Việt Nam, Chính phủ đã ban hành Nghị định 59/2022/NĐ-CP quy định về định danh và xác thực điện tử vào ngày 05/9/2022. Trong đó, Khoản 3 Điều 3 quy định:
“Định danh điện tử là hoạt động đăng ký, đối soát, tạo lập và gắn danh tính điện tử với chủ thể danh tính điện tử.”

## Định danh điện tử bằng căn cước điện tử
Hình thức này đã được nhiều quốc gia trên thế giới áp dụng, điển hình như: Estonia, Malaysia, Trung Quốc, Ấn Độ…
Tại Việt Nam
Công dân được định danh qua thẻ căn cước công dân, đến ngày 01/7/2024 là thẻ căn cước.

## Định danh điện tử bằng ứng dụng trên thiết bị di động

### Tại một số nước
Ở Estonia, cho ra đời ứng dụng trên thiết bị di động có tên Mobile-ID và Smart-ID cho phép định danh và xác thực giao dịch trực tuyến, với Mobile-ID thì người dùng cần sử dụng thẻ sim do nhà mạng cung cấp, còn với Smart-ID thì chỉ cần có mạng wifi là có thể sử dụng được.
Ở Trung Quốc, Alipay chính là ứng dụng trên thiết bị di động dùng để thí điểm cấp căn cước số được nước này phát triển vào năm 2018.

### Tại Việt Nam
Bộ Công an cũng tạo lập một ứng dụng trên thiết bị di động có tên VNeID để định danh và xác thực điện tử.
Trong đó, Khoản 12 Điều 3 Nghị định 59/2022/NĐ-CP giải thích rõ:
“VNeID là ứng dụng trên thiết bị số; “dinhdanhdientu.gov.vn”, “vneid.gov.vn” là trang thông tin định danh điện tử do Bộ Công an tạo lập, phát triển để phục vụ hoạt động định danh điện tử và xác thực điện tử trong giải quyết thủ tục hành chính, dịch vụ hành chính công và các giao dịch khác trên môi trường điện tử; phát triển các tiện ích để phục vụ cơ quan, tổ chức, cá nhân.”
Theo đó, ứng dụng này có 5 tính năng cơ bản: tích hợp giấy tờ cá nhân, khai báo y tế, đăng ký cư trú, hỗ trợ giao dịch trực tuyến, tố giác tội phạm. Với 2 mức độ như sau:
- Mức độ 1, bao gồm những thông tin quy định tại khoản 1 và điểm a khoản 2 Điều 7 Nghị định 59/2022/NĐ-CP như sau:

“Thông tin cá nhân: số định danh cá nhân; họ, chữ đệm và tên; ngày, tháng, năm sinh; giới tính.
Thông tin sinh trắc học: Ảnh chân dung.”
- Mức độ 2, bao gồm những thông tin quy định tại Điều 7 hoặc Điều 8 Nghị định 59/2022/NĐ-CP như sau:

“Danh tính điện tử công dân Việt Nam gồm:
Thông tin cá nhân: số định danh cá nhân; họ, chữ đệm và tên; ngày, tháng, năm sinh; giới tính.
Thông tin sinh trắc học: Ảnh chân dung, vân tay.
Danh tính điện tử người nước ngoài bao gồm:
Thông tin cá nhân: số định danh cá nhân; họ, chữ đệm và tên; ngày, tháng, năm sinh; giới tính; quốc tịch; Số, ký hiệu, ngày, tháng, năm, loại giấy tờ và nơi cấp hộ chiếu hoặc giấy tờ có giá trị đi lại quốc tế.
Thông tin sinh trắc học: Ảnh chân dung, vân tay.”
Lưu ý: Mức độ 1 có thể đăng ký tại nhà thông qua ứng dụng VNeID, còn với mức độ 2 thì bắt buộc phải đăng ký tại cơ quan công an.
Hiện không bắt buộc người dân phải đăng ký, sử dụng ứng dụng này.